# Pacta sunt servanda
A pacta sunt servanda (latin, körülbelüli magyar jelentése „a megállapodásokat teljesíteni kell”) a kötelmi jog egyik hagyományos alapelve. Lényege az, hogy  a megállapodások a felekre kötelező erővel bírnak, függetlenül a megállapodás formájától, illetve attól, hogy beleillik-e az adott megállapodás valamely szerződéstípusba.
A bécsi egyezmény a szerződések jogáról megerősíti mind a „pacta sunt servanda” elv, mind a szerződéseken belül a felmondásra vonatkozó rendelkezések tisztázásának fontosságát.
Az alapelvet a jelenleg hatályos Polgári Törvénykönyv a 6:34.§.-ban tartalmazza akként, hogy "a szolgáltatást a kötelem tartalmának megfelelően kell teljesíteni".

## Története
Az ókori római jogban ismeretlen volt a pacta sunt servanda elve, mert csak bizonyos, szűken meghatározott szerződéstípusok  voltak bírói úton peresíthetők. A pacta sunt servanda elvét először a középkorban fogalmazták meg 1190 körül. A természetjog hatására a kontinentális jogban általános elismerést nyert a pacta sunt servanda elve. (A pacta sunt servanda elvének általános elismerése előtt a szerződési típuskényszer (Typenzwang) volt uralkodó.) Az angol jog csak 1602-től (Slade's Case 4 Co. Rep. 91a) ismerte el a pacta sunt servanda elvét.[forrás?]